# Santa Maria di Sala
Santa Maria di Sala è un comune italiano di 17 484 abitanti della città metropolitana di Venezia in Veneto.
Il territorio del comune è inserito nel graticolato romano e fa parte del comprensorio del Miranese.

## Geografia fisica
Il capoluogo comunale sorge lungo la strada "Miranese"  (strada provinciale 32), importante arteria di collegamento fra Mestre e Padova che passa anche per Mirano e che è denominata localmente "via Cavin di Sala".
Nel centro storico di Santa Maria di Sala, presso la cosiddetta curva (o incrocio) "Beccante", la provinciale "Miranese" confluisce, senza soluzione di continuità, nell'ex Strada statale 515 Noalese, con successiva prosecuzione fino a Padova.

## Origini del nome
Il termine Sala in epoca longobarda (VII sec.) indicava la parte della proprietà terriera condotta in economia diretta dal signore dove sorgeva anche la sua residenza. È citato per la prima volta nella storia in un documento del 994 e poi in un atto dì donazione, databile tra il 1024 e il 1034, con cui l'imperatore Corrado di Sassonia I concede in feudo al conte Corrado di Colbertaldo, sceso in Italia al suo seguito dalla Germania.
Il conte edificò un munito castello in località detta, per l'appunto, "Sala". Verso la metà del XIV secolo, il maniero venne demolito da Paganino Sala, il cui casato aveva preso il nome dalla località, sostituendolo con un palazzo in stile gotico.
Successivamente il possesso del territorio passò ai Cantorini dal XV al XVI secolo, quindi ai Fonseca e ai Cortizzon nel XVII secolo, infine ai Farsetti nel XVIII secolo.

### La famiglia Sala
Le prime notizie storiche riguardano il capostipite Corrado Sala, disceso in Italia nel 1119 a seguito dell'imperatore Enrico V (vedere Villa Farsetti).
Sembra che nell'anno seguente Corrado sia poi entrato in possesso del feudo di Sala, prendendo così da esso il nome per sé e i propri discendenti. Tra alcuni celebri discendenti ricordiamo: Corrado II, che divenne dottor de leggi nell'anno 1218 e Negro, figlio di Corrado II, investito del feudo di Sala dal vescovo di Treviso nel 1229.
Poi durante il periodo della dominazione di Ezzelino III (1237-1256) sono da ricordare i due fratelli Ugolin e Pagan, il primo fatto decapitare dagli Ezzelini mentre era prigioniero a Verona, il secondo giustiziato per aver riconquistato Padova nel 1256. Ma il maggior rappresentante della famiglia Sala fu comunque Paganino II, vissuto nella seconda metà del XIV secolo, ultimo proprietario per conto di questa famiglia, della villa di Sala. Paganino II ebbe grandissima reputazione e importanti incarichi presso i Carraresi fino alla fine del 1388 quando i milanesi, con il comando di Gian Galeazzo Visconti, conquistarono Padova. Paganino II, per salvarsi dai l'invasione dei Visconti, abbandonò la famiglia dei Carraresi e nel 1389 Paganino II acquistava milleduecento campi (464 ettari circa) dei Carraresi, entrando così nelle grazie Gian Galeazzo Visconti e veniva da lui stesso infeudato di altre proprietà pari a duemila campi.
Paganino II non ebbe tuttavia la possibilità di godere a lungo di questa immensa fortuna; nel 1390 Francesco Novello Da Carrara rientrò in possesso della signoria di Padova ponendo così fine alla brevissima dominazione dei Milanesi. Per vendicarsi del tradimento di Paganino II, Francesco Novello gli confiscò il nuovo e antico feudo e lo condannò all'impiccagione, mentre i tre figli Daniele, Pietro, Giosafat trovarono riparo a Pavia presso Gian Galeazzo Visconti.
Confiscate le proprietà alla famiglia Sala, ecco che la famiglia dei Carraresi restò in possesso dei beni, tra cui il feudo di Sala, per un periodo brevissimo tant'è che alla fine del 1405, i Veneziani conquistarono Padova e cedettero il feudo di Sala alla famiglia Contarini.

## Storia

### Età veneta e romana
Il primo insediamento a Santa Maria di Sala potrebbe essere di origine paleoveneta (circa 1000 anni a.C.), in base a ritrovamenti archeologici in zona.
Tracce più evidenti, invece, hanno lasciato gli antichi Romani, rientrando il territorio salese nella centuriazione romana sita a nord–est di Padova, ancora oggi ben conservata nella sua struttura fondamentale.

### Medioevo ed età moderna
Il territorio di Sala viene citato nel 1220 nella vendita fatta dagli avogari Tempesta al teutonico Aldovrandino (assieme a Sant'Angelo, Stigliano, Veternigo, Briana...).
Gli avvenimenti accaduti al territorio di Santa Maria di Sala dopo la caduta dell'Impero romano d'Occidente furono influenzati in modo particolare da quelli delle città di Padova, Venezia e Treviso fino all'annessione alla Serenissima, nel XV secolo
Gli eventi successivi alla caduta della Serenissima sono quelli analoghi a tutto il territorio circostante, compresa l'invasione napoleonica, la sottomissione al Regno Lombardo-Veneto e quindi, nel 1866, l'unione al già sorto Regno d'Italia.

### La nascita dell'Entità comunale
Come organismo amministrativo autonomo (Villa) retto da un personaggio locale (Degano o Meriga) proposto dalla collettività, sotto il dominio veneto Sala comprendeva la parrocchia Natività della Beata Vergine Maria scorporando la frazione (Comune o Colmello) di Piovegalda, integrata dal punto di vista ecclesiastico ma giuridicamente indipendente.
Elevato a Comune di terza classe (ovvero con popolazione fino a tremila abitanti) nel 1806 dopo una provvisoria dipendenza miranese, in seguito al Decreto Vicereale 14 luglio 1807 n. 118 sulla concentrazione dei Municipi distanti dal loro maximum, quello di Santa Maria venne legato ai vicini territori di San Michele Arcangelo, San Sebastiano e Stigliano - la cui chiesa dipendeva da Zeminiana - formando il Comune di Sant'Angelo di Sala ed Uniti. Il centro principale migrò da Sant'Angelo stesso al sito attuale nel 1808 mutando titolazione in Comune di Santa Maria di Sala ed Uniti e mantenendo alcuni uffici nella trascorsa sede.
Ancora lontana da detto limite, la sistemazione così realizzata si protrasse fino al 28 settembre 1810 quando un secondo decreto sulle aggregazioni locali creò il moderno comparto a sei frazioni (Caltana, Caselle, Sala, Sant'Angelo, Stigliano e Veternigo con capoluogo Caselle) unendo l'entità amministrativa di Santa Maria al vicino Comune di Caltana con Caselle de' Ruffi.
Con Sovrana Risoluzione 8 febbraio 1818 entrata in vigore il 1º gennaio 1819, il periodo austriaco impose un definitivo quinto assetto trasferendo il capoluogo da Caselle de' Ruffi a Santa Maria di Sala, più centrale e facilmente raggiungibile, modificando ancora la denominazione comunale.
Nel 1833 il governo lombardo-veneto accordò la residenza municipale nello stabile tuttora esistente affacciato in via Cavin di Sala attiguo al lato orientale del complesso ospitante la Cassa di Risparmio. La traslazione verso il sito attuale avverrà dopo il 1866 nel caseggiato a comodo dei viaggiatori attrezzato come locanda e osteria, mentre sull'antistante piazzale (oggi XXV aprile) si svolgeva il pubblico mercato settimanale.
Per quanto riguarda i livelli amministrativi superiori, durante il tempo veneziano la Villa (Comune) di Sala Santa Maria apparteneva alla Vicaria (Mandamento) di Mirano all'interno del "Territorio" (Provincia) di Padova. In età napoleonica, dopo la costituzione nel 1806 del Dipartimento del Brenta (Provincia di Padova) e la conferma delle precedenti realtà locali, fu stabilita una nuova organizzazione provvisoria con Decreto Prefettizio 25 marzo 1807 riveduta e sancita dal posteriore Decreto Reale 22 dicembre 1807. Il Municipio di Santa Maria di Sala, confluito poi in Sant'Angelo, si trovò associato al Cantone di Mirano, Distretto di Camposampiero e Dipartimento del Brenta sempre con capoluogo Padova. Il periodo austriaco determinò l'abolizione istituzionale del Cantone (riportando Mirano al grado di distretto) e la riforma dei Dipartimenti in Province (notificazione 30 novembre 1815 n. 122): Santa Maria passò alla citata circoscrizione miranese della nuova Provincia di Padova. La sistemazione attuale giunse il 1º gennaio 1853 quando il Comune di Santa Maria di Sala insieme all'intero proprio Distretto venne staccato dall'orbita padovana per essere definitivamente annesso alla Provincia di Venezia.

### Il XX secolo
All'inizio del Novecento l'attività economica principale era l'agricoltura e l'allevamento. Numerosi braccianti lavoravano a basso prezzo nelle terre del
proprietario che si occupava di modernizzare gli impianti e acquistare i terreni. Esistevano anche i coltivatori diretti che, però, dovevano affrontare
la concorrenza dei grandi proprietari, quindi pochi di loro riuscivano a resistere.
Il rispetto della natura era un principio su cui si basava tutta l'economia; la popolazione era infatti cosciente che senza di essa non ci sarebbe stata la vita. L'abitazione tipica è la casa rurale nella quale si insediava la famiglia patriarcale (che poteva arrivare a comprendere fino a 40-50 persone) a capo della quale c'era il membro più anziano e le risorse familiari erano distribuite secondo un criterio gerarchico e ciò era funzionale alla produttività e l'ordine. La donna si occupava esclusivamente delle faccende domestiche e dei figli.
La Chiesa costituiva una parte fondamentale delle comunità contadine, il sacerdote, di fatto, era la guida e il moderatore della collettività.
All'inizio del XX secolo ci furono dei movimenti anticlericali a cui, però, Santa Maria di Sala, diversamente dalla Riviera del Brenta dove il socialismo era ben radicato, rimase estranea.
Come Sala abbia avvertito le tensioni fin dai primi anni del secolo, lo si apprende, infatti, proprio da quanto lasciato scritto dall'allora parroco don Demetrio Gallo (1903-1933).
Il processo di alfabetizzazione, nel comune, fu alquanto lento e difficile, poiché l'istruzione non era considerata una priorità dalla società contadina.
Un cambiamento si ebbe a partire dagli anni Trenta quando, con l'avvento del fascismo, lo Stato si incaricò in prima persona della formazione dei giovani.
La popolazione restò fortemente legata alle tradizioni e si continuarono ad organizzare manifestazioni, come le sagre, antecedenti a quelle che erano le tradizioni del regime. Nelle varie feste paesane suonava la banda cittadina.

#### Prima guerra mondiale
La Prima guerra mondiale coinvolse particolarmente questa zona che, soprattutto dopo la Disfatta di Caporetto (1917) divenne terra di rifugio per gli sfollati; nonostante i gravi problemi derivanti dalla situazione si affrontò la tragedia con straordinario spirito solidale. Nel 1917-1918 Villa Farsetti venne adibita ad Ospedale Militare e ancora oggi sono visibili le tracce di tale adattamento.

#### Seconda Guerra Mondiale
La Seconda guerra mondiale fu caratterizzata da un lungo periodo di Resistenza (1943-1944); già a partire dal 10 giugno 1940, in occasione del discorso del Duce a Palazzo Venezia, il parroco, don Giovanni Cervaro aveva espresso i suoi timori raccogliendosi in preghiera, mentre la gente si recava a Sala per ascoltare il discorso radiotrasmesso.
Caltana diverrà un centro della Resistenza. Don Antonio Pegoraro organizzò i primi gruppi clandestini; il 26 maggio 1944 venne attuata la prima operazione; il disarmo della caserma GNR di Dolo; per l'occasione vennero convocati Gasparini, Monico, Bianchini e i garibaldini della "Bis". Le armi vennero recuperate, senza spargimenti di sangue, e nascoste in una cella mortuaria del Cimitero. Tra don Pegoraro e Bruno Ballan, però, si crearono dei contrasti dovuti alla divisione delle armi e con questo si chiusero le collaborazioni tra la brigata "Guido Negri" e la "Sabatucci".
Il 9 giugno 1944 i garibaldini entrarono nel Municipio di Santa Maria di Sala e asportarono le carte d'identità, le tessere annonarie e incendiarono il resto. Questo fu una reazione alle minacce del podestà che voleva arruolare i giovani secondo i "Bandi Graziani" e in caso contrario sarebbero stati denunciati ai tedeschi. Il 10 luglio 1944 la Brigata Nera "Begon" incendiò la casa di Bruno Ballan come reazione all'evasione di quest'ultimo, grazie ai partigiani stessi, dalle carceri di Camposanpiero.
Uno degli episodi più dolorosi della Seconda guerra mondiale in cui fu coinvolta la comunità salese rimane la tragedia di Treponti: alle ore 18 del 26 ottobre del 1944 vi fu lo scoppio di un camion di munizioni, che provocò 29 morti e la distruzione del piccolo borgo.
Nell'inverno 1944-45 i partigiani dovettero affrontare le dure reazioni delle brigate nere: molti vennero catturati e uccisi, ma questi movimenti non si arresero alle forze naziste, infatti il 26 aprile 1945 vennero attaccate due compagnie di tedeschi in ritirata.
Ruolo fondamentale per il comune di Santa Maria di Sala e dintorni ebbe la brigata "Sparviero", di ispirazione comunista, il cui esponente principale era Eugenio Ballan. Egli finì più volte nel mirino poiché era conosciuto come comunista e subì numerosi controlli e perquisizioni; talvolta venne torturato e nel 1957 venne incarcerato per 5 mesi per aver ucciso il cursore comunale di Santa Maria di Sala. Stimato per la sua dirittura morale fu consigliere comunale a Mirano prima per il PCI e poi per Rifondazione Comunista dal 1956 al 1998.

#### Anni Cinquanta
Il dopoguerra segnò per santa Maria di Sala l'inizio di un periodo di rinascita. L'antica famiglia rurale subì mutamenti profondi (i componenti più giovani lasciano la campagna attratti verso l'industria), vennero ristrutturati ed ampliati numerosi edifici scolastici, vennero costruite nuove scuole elementari (Veternigo e Caltana), mentre a Santa Maria di Sala vennero realizzate le scuole professionali; venne, inoltre, ampliata e migliorata la viabilità e fu iniziata la manutenzione di ponti e di fontane pubbliche.

#### Prima zona industriale
A partire dagli anni Sessanta nacquero i primi insediamenti industriali, come la fabbrica di mosaici (Pelv), inizialmente insediata in alcuni locali messi a disposizione dalla parrocchia di Caltana; la fabbrica di legno (futura Ivags) e quella d'abbigliamento, Vistola, di proprietà di un sarto napoletano.
Tutte queste fabbriche inizialmente sorgevano su terreni acquistati direttamente dal comune guidato dal sindaco Marzaro e rivenduti agli industriali interessati ad investire nella zona di Santa Maria di Sala. Già nel 1961 il 46,6% della popolazione era formata da addetti all'industria, mentre solo il 35% si dedicava ancora all'agricoltura.
I comuni del Miranese (non solo Santa Maria di Sala, ma anche Scorzè, Salzano e Noale) vendevano le aree industriali a prezzi bassissimi; inoltre il costo del lavoro era estremamente basso in quanto la manodopera era costituita da giovani e donne, sprovvisti di organizzazioni sindacali che tutelassero i loro diritti.
L'urbanizzazione del territorio avvenne senza suscitare rimpianti o opposizioni, infatti si vedeva nell'industrializzazione un passo avanti verso il progresso. Non essendoci specifiche attività artigianali risalenti a una tradizione preesistente nella zona, si può affermare che l'industria si sviluppò ex novo.
Anche il settore commerciale non fu il risultato dell'evoluzione di piccoli o medi esercizi già presenti, infatti il mercato si svolgeva nei comuni di Mirano e Noale e le uniche attività commerciali presenti a Santa Maria di Sala consistevano in alcuni negozi posti lungo le strade e gli incroci delle varie
frazioni.
La terziarizzazione dell'area fu invece resa possibile dalla vicinanza con Porto Marghera e con la nuova zona industriale di Padova. Le imprese dapprima sorsero ai lati dell'asse viario come industrie complementari rispetto alle grandi zone industriali, poi in maniera più organica penetrarono nel
graticolato romano. Nei successivi cinquant'anni, molti stabilimenti a Porto Marghera furono dismessi tanto che il numero degli addetti è attualmente di circa 9.000, cioè tanti quanti quelli del polo industriale di Santa Maria di Sala.

#### Il movimento dei lavoratori
Intorno al 1968-1969 nacquero le prime organizzazioni sindacali. Sottosalario, mancato rispetto dei contratti di lavoro, evasione contributiva, condizioni igienico - ambientali pesanti e nocive erano molto diffusi. Il sindacato più presente fu la CISL (molto supportata dalla Chiesa locale, la quale mise a disposizione dei locali parrocchiali per le sedi del sindacato) principalmente per due motivi: in primo luogo, tutto il Miranese era una zona prettamente cattolica e politicamente orientata verso la Democrazia Cristiana; in secondo luogo, perché la CGIL, presente nelle grandi fabbriche di Porto Marghera, era tradizionalmente debole.
Inizialmente, le resistenze dei datori di stipendio alle rivendicazioni sindacali furono dure, ma, quando nel 1970 si crearono delle commissioni sindacali interne, le cose cominciarono lentamente a cambiare.
Il fatto che le industrie fossero anche territorialmente vicine contribuì ad accrescere una maggiore unità tra gli stessi operai. Come detto in precedenza, il partito più forte era la Democrazia Cristiana, mentre la sinistra era debolissima. Attorno al 1970 una quarantina di ragazzi che gravitavano intorno al Partito Socialista Italiano di Unità Proletaria (PSIUP) della scuola superiore e dell'università organizzarono un gruppo giovanile con l'idea di portare il "clima sessantottino" nel comune.
In una casa rurale a Caselle, denominata "Circolo Operaio", facevano regolarmente degli incontri nei quali si alternavano attività politiche ad attività ricreative e sociali. Nell'estate del 1972 il PSIUP si sciolse e quasi tutti i componenti, ad eccezione di Carlo Stocco che sin da giovane si impegnò nella CGIL e aderì al Partito Comunista Italiano, confluirono nel PDUP (Partito di Unità Proletaria).
Tale situazione perdurò fino al '75 quando tutti gli aderenti più giovani entrarono nel PCI rinnovando la presenza politica e amministrativa nel comune.
Intorno al 1973 inizia ad essere venduto, come supplemento ad Unità Operaia, il giornale La voce operaia di Santa Maria di Sala, nel quale si denunciavano i soprusi a cui i lavoratori erano sottoposti e si istigava allo sciopero a sorpresa quale mezzo di lotta. Veniva altresì criticata l'istruzione scolastica fornita ai ragazzi; gli scritti relativi a tale argomento sono da attribuire certamente a Casanova e Borsetto, i quali, oltre ad essere ricordati per il loro impegno politico, sono autori di diversi libri di testo per le elementari e di letteratura per l'infanzia; Borsetto ha anche sceneggiato film per ragazzi.
Altra idea fondamentale che proponeva il giornale era quella di fondare un consiglio territoriale quale espressione dei consigli di fabbrica, ma aperto anche a insegnanti, studenti, contadini; il suo scopo sarebbe stato quello di coordinare e rafforzare la presenza sindacale nel comune e di garantire l'unità della classe operaia di fronte all'offensiva padronale che puntava alla sua disgregazione. Si tenga presente che in quel periodo l'inflazione superava il 20% annuo, si sentiva più che mai l'esigenza di difendere il salario e la necessità di ottenere alcuni servizi sociali (come asili nido, mense interaziendali, trasporti pubblici e scuole materne).
Tali proposte suscitarono interesse e ottennero il consenso non solo della sinistra, ma anche dalla Dc. Si crearono, così, forme di protagonismo e di responsabilizzazione da parte di operai giovani che iniziarono a vivere un'esperienza sindacale non più circoscritta alla propria azienda.
Il 22 maggio 1974 la piattaforma zonale venne approvata, ma il Consiglio ebbe vita breve; CGIL, CISL e UIL costituirono, infatti, una struttura intercategoriale che comprendeva tutto il Miranese.
Nelle elezioni del 1975, l'allora partito comunista passò da uno a tre consiglieri. I temi della difesa della condizione operaia e dei servizi sociali erano cari sia ai comunisti che ai democristiani che proposero finalmente l'istituzione dei servizi mancanti nel comune.
Il territorio salese, nel tempo, divenne il secondo polo industriale della Provincia; ciò favorì l'immigrazione e il formarsi di nuove famiglie, tanto che si passò dai 1 100 abitanti del 1970 ai circa 17500 attuali. Attualmente, accanto ad aziende leader di rilevanza nazionale (come Sàfilo, Speedline, OMV, FPT, Piarotto, Aprilia, ecc. …) vi sono molti piccoli laboratori artigianali.

#### Gli esercizi commerciali
Nel territorio di Santa Maria di Sala sono, inoltre, presenti circa 250 esercizi commerciali, nei quali sono impiegati circa 1000 lavoratori.
L'espansione del tessuto produttivo e terziario è avvenuto grazie anche alla posizione strategica del territorio comunale che si colloca equidistante dai capoluoghi di provincia di Venezia, Padova e Treviso a cui è collegato da importanti assi viari quali la S.S. 515 Noalese e la Provinciale Miranese.

### Simboli
Lo stemma e il gonfalone del comune di Santa Maria di Sala sono stati concessi con decreto del presidente della Repubblica del 27 giugno 1962.
Lo stemma si può blasonare: d'argento, alla banda doppiomerlata di nero. Ornamenti esteriori da Comune. Il gonfalone in uso è un drappo di azzurro.

## Monumenti e luoghi d'interesse

### Chiesa parrocchiale
La chiesa parrocchiale di Caselle, costruita tra il 1790 e il 1810, è un interessante edificio in stile neoclassico a navata unica contenente varie opere d'arte tra cui, sull'altar maggiore, alcune statue di Giovanni Bonazza.

### Villa Farsetti

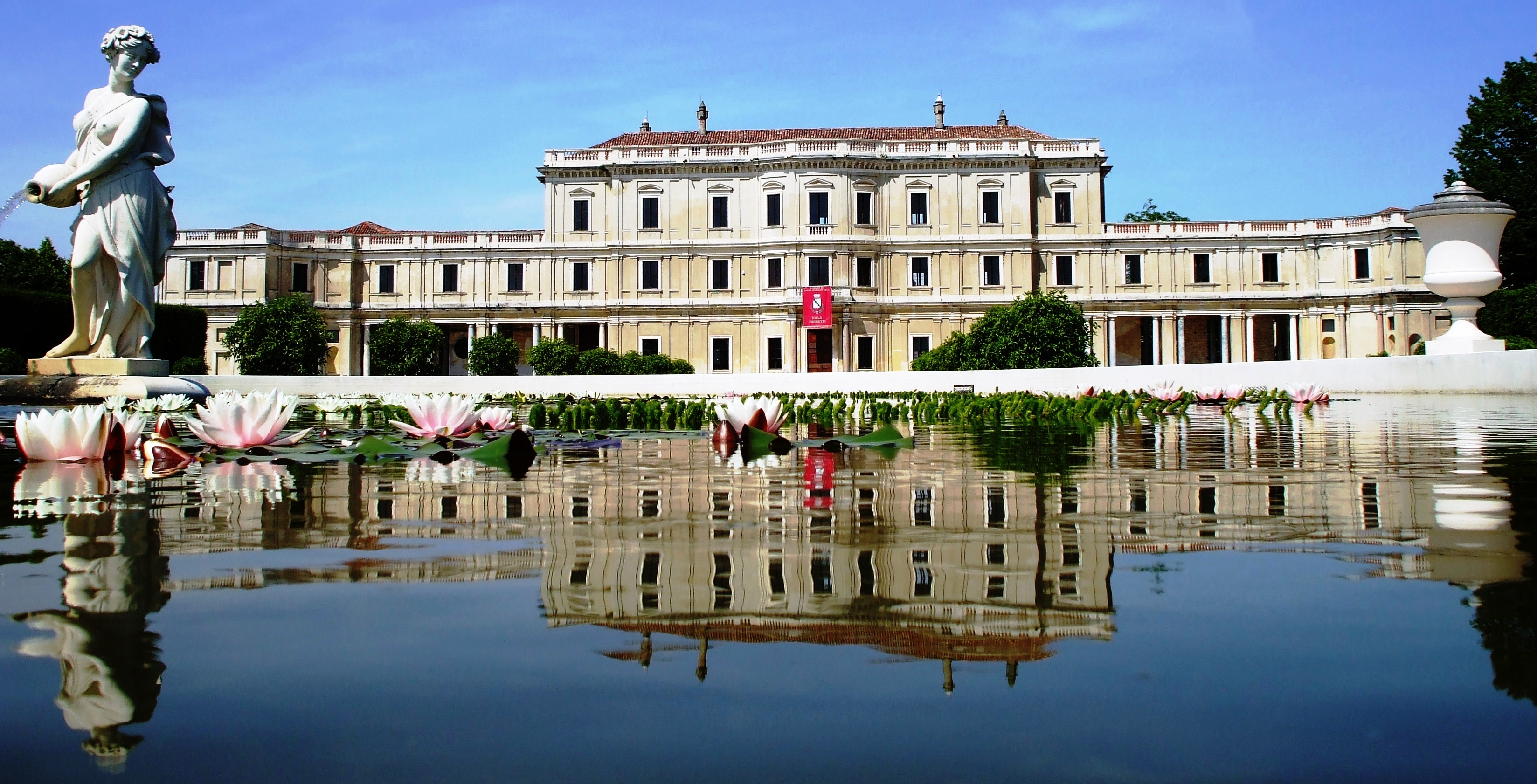
Villa Farsetti.

Per la realizzazione di Villa Farsetti il committente e proprietario, Filippo Farsetti, si ispirò fortemente alla magnificenza della reggia di Versailles, nonché ad altri splendidi esempi quali, tra i tanti, villa Pisani di Stra o villa Corsini a Roma. I lavori iniziarono negli anni quaranta del XVIII secolo e già nel 1749 vide la luce la gastaldia, primo edificio del complesso residenziale.

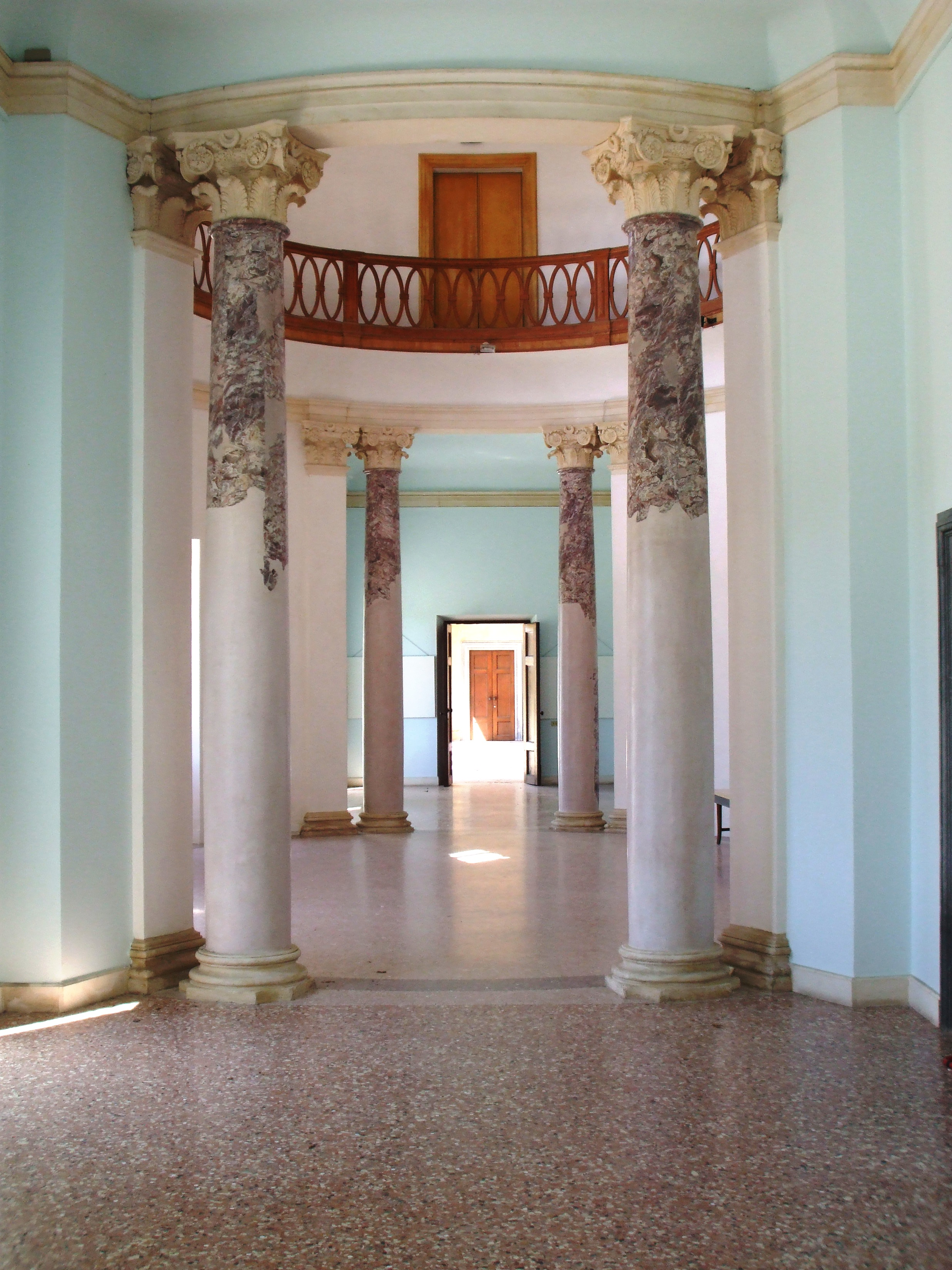
Villa Farsetti, interno: la Sala Ovale.

La villa sorse, appunto, per volontà dell'abate Filippo Farsetti, in collaborazione con il senese Paolo Posi, architetto e scenografo operante in quel periodo a Roma, che si ispirò ad alcuni palazzi e ville di delizie ideati dal grande architetto austriaco J.B. Fischer von Erlach che in essi cercò di combinare la maniera francese (edifici sviluppati in larghezza) con elementi italiani (tetti a terrazza con statue e vasi), in modo da conferire all'edificio il massimo movimento e varietà, avvicinandosi nell'aspetto alle antiche ville romane. Tali progetti presentano una caratteristica in comune: una rotonda centrale con ali; un motivo di fondo dell'architettura dei palazzi barocchi, che troviamo anche nel palazzo di Sala e nel casino di villa Albani.
Una sala rotonda illuminata dall'alto era inoltre l'ideale per un allestimento museografico, considerato che l'intenzione del Farsetti era quella di realizzare (come in effetti poi fece) nella parte centrale del palazzo un "superbo museo".
La villa venne edificata tra il 1759 ed il 1762, il risultato fu quello di una grandiosa architettura di gusto rococò a tre piani, ornata con trentotto colonne provenienti dal Tempio della Concordia di Roma, ottenute grazie all'intercessione del Papa veneziano Clemente XIII.
L'esterno si sviluppa simmetricamente in senso longitudinale ai lati del salone centrale con facciata convessa. Al corpo centrale sono raccordati due edifici minori concavi per mezzo di portici. Nella parte posteriore si trovano la barchessa e la foresteria.
Molto ben riuscito è anche un altro elemento della villa progettato dal Posi, che faceva parte della scenografica sistemazione dell'ampia area situata a sud della strada Cavin di Sala, il cosiddetto Campidoglio, che doveva rappresentare quello romano; esso è andato completamente distrutto, ma possiamo conoscerlo abbastanza nei dettagli attraverso alcuni disegni e vedute che ci sono pervenute.
Nel 1744, alla morte dell'abate, nessun erede prese in carico il termine del progetto, di cui oggi invece possiamo immaginare la maestosità.
Durante la Grande Guerra fu trasformata in ospedale da campo, al pari del vicino Castello di Stigliano. A testimonianza di ciò rimangono due incisioni al piano superiore.
Il complesso, proprietà comunale, è stato recuperato in questi anni. L'antico parco, quasi completamente perduto e ora in fase di recupero, ospitava un orto botanico, cedraie, serre, boschetti, un labirinto e varie riproduzioni di rovine romane.

### Castello di Stigliano

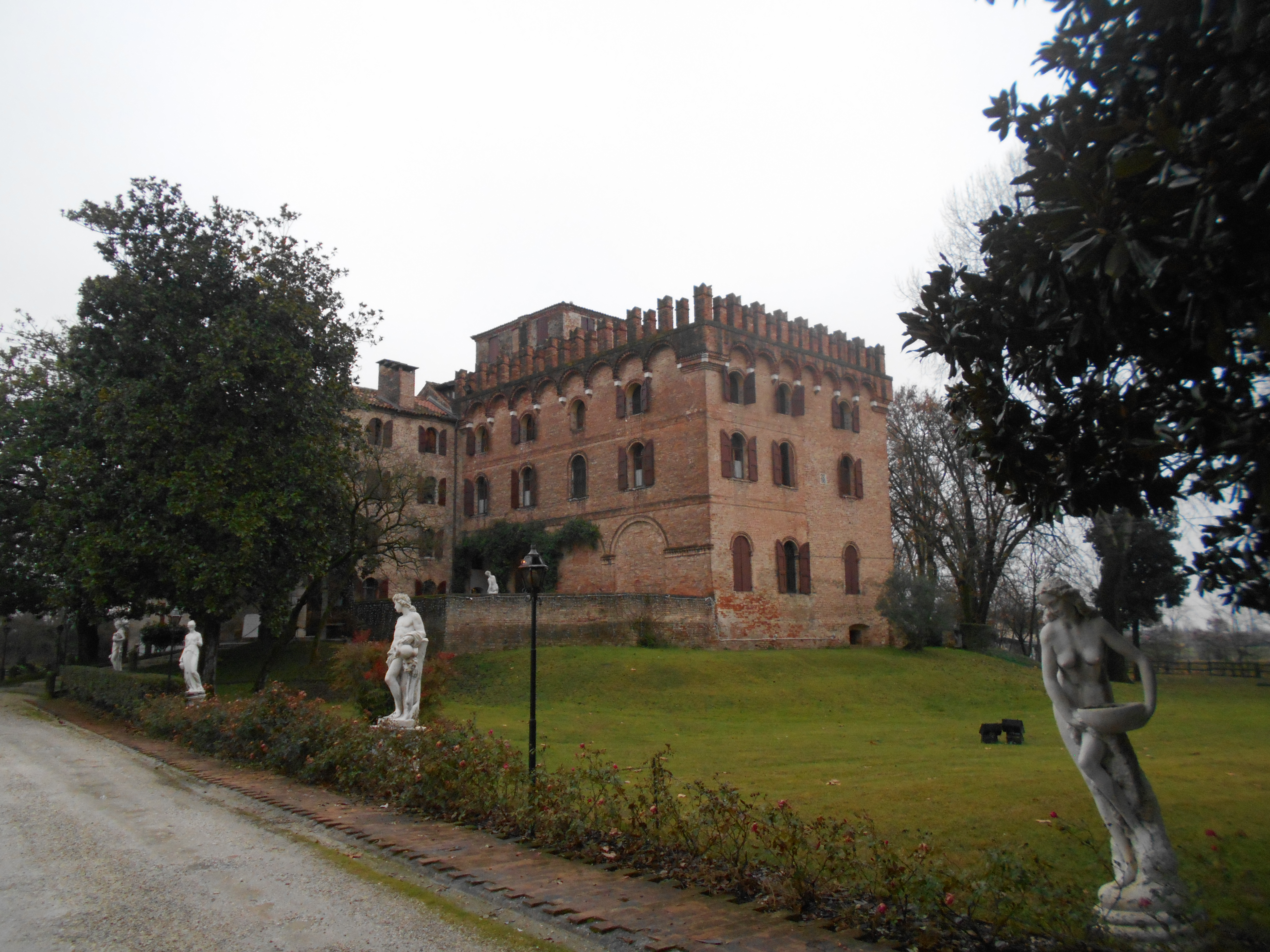
Castello di Stigliano.

Di una certe rilevanza è l'antico castello situato a Stigliano, sulla sponda sinistra del fiume Muson. Di origine romana, sarebbe stato feudo del vescovo di Treviso, successivamente avamposto di confine tra Treviso e Padova, infine definitivamente conquistato da Venezia nel 1520. Negli anni subì numerose ristrutturazioni, oggi ospita un ristorante.

### Orchestra di Fiati del Veneto
La formazione, sorta dall’originaria Orchestra Filarmonica Comunale, costituitasi nel 1982 con il proposito di rilanciare la cultura musicale nel territorio attraverso i giovani, è ora composta da musicisti diplomati, da studenti di conservatorio musicale, amatori e giovani talenti della provincia di Padova e Venezia: principalmente fiati, arricchita da tastiere e percussioni, in tutto una trentina di elementi fra professionisti.

## Società

### Evoluzione demografica
Abitanti censiti

## Geografia antropica

### Suddivisione ecclesiastica
Il territorio di Santa Maria di Sala è attraversato dal confine di due diocesi: mentre il capoluogo, le frazioni di Stigliano e Veternigo fanno parte della diocesi di Treviso, le frazioni di Caselle de' Ruffi, Caltana e Sant'Angelo di Sala appartengono alla diocesi di Padova.

### Frazioni

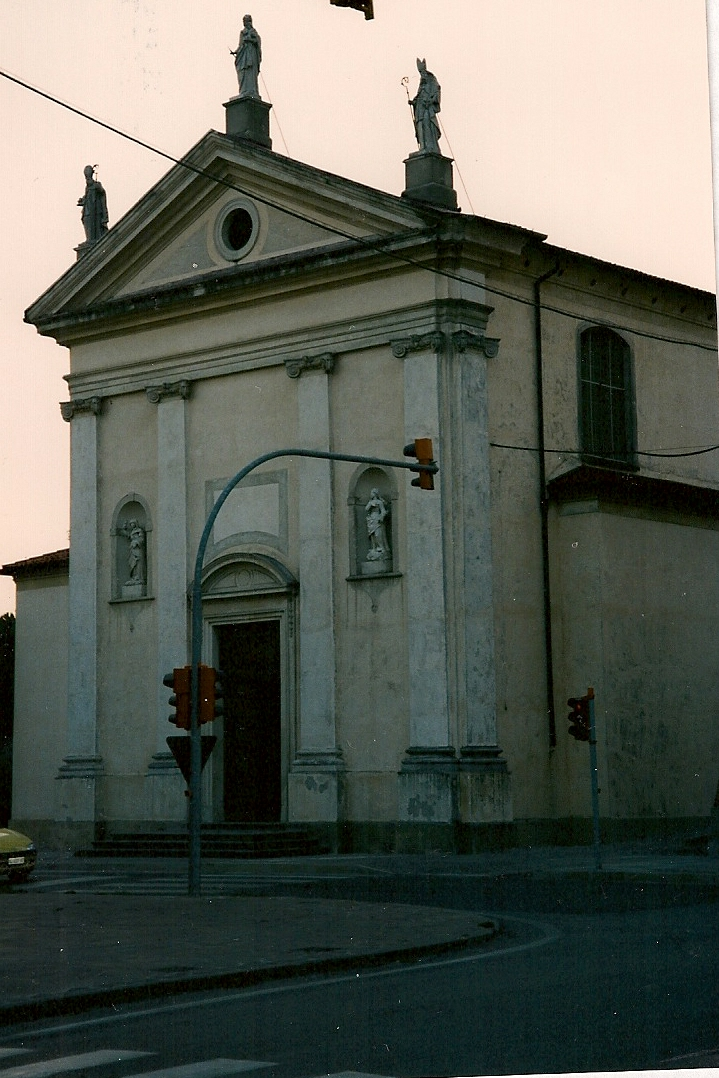
Caltana, facciata della chiesa.

- Caltana: sorge all'incrocio di un cardo con un decumano e compare per la prima volta nel testamento del doge Giustiniano Partecipazio nell'829. Trae il proprio nome dalla romana gens Calptana.
- Sant'Angelo: Sant'Angelo compare per la prima volta nei documenti nel 1127, quando viene ricordata l'edificazione della prima chiesa.
- Caselle de' Ruffi: presente nei documenti fin dall'840, deve il proprio nome dalla presenza sul territorio dei riquadri della centuriazione romana (le caselle, appunto) e dal cognome dei Rufus, famiglia romana sopravvissuta alla conquista del tiranno Ezzelino III da Romano. Nel territorio della frazione sorge il noto oratorio della Madonna Mora del 1839, denominato così per il colore della piccola statua in legno che, al suo interno, rappresentava la Madonna di Loreto. Bella la chiesa parrocchiale, costruita tra il 1790 e il 1810, dotata di un buon organo Pugina del 1871.
- Stigliano: il nome sembra derivare dal latino septilianus. La località è citata per la prima volta in un documento del 1152 come feudo del vescovo di Treviso. Nel 1158 il Vescovo di Treviso investì dei diritti feudali su Stigliano la famiglia dei Tempesta che nel 1120 lo cedette ad Aldovrandino da Superno, dell'Ordine teutonico. Nel territorio sorge il castello, già teatro di numerosi fatti d'arme durante il medioevo, ben conservato e decorato da affreschi del XVI secolo. Nella chiesa parrocchiale è presente un ottimo organo Tamburini.
- Veternigo: il nome sembra derivare dal latino vetrinius (luogo per gli animali da lavoro) o da Vetrinus (nome del legionario che deteneva il luogo). Si ha notizia dell'esistenza di un'antica cappella in Veternigo fin dal 1300.

### Località
- Tre Ponti: ridente località di 100 abitanti, sorge in un incrocio del reticolato romano tra la via Noalese e la via Desman. Nota per essere stata sede di attentato bellico durante la seconda guerra mondiale il 26 ottobre 1944, nel luogo dell'esplosione sorge tuttora una chiesetta commemorativa ai caduti.
- Tabina: località di Caselle de' Ruffi che in totale vanta circa 600 abitanti, sorge tra il Capoluogo (da cui dista circa 3 km) e la frazione di Caselle stessa. Si estende in lunghezza lungo la S.R. 515 Noalese, compresa nel quadrilatero di: via Salgari a nord, via Rivale ad est, via Cavin del Dò a sud (molti allungano il confine di Tabina fino a via Gardan, comprendendo quindi anche l'importante polo industriale costituito dalla ditta Safilo, e un raggruppamento di abitazioni adiacenti) e via Zeminianella a ovest, ove termina il territorio veneziano ed inizia la provincia di Padova. Della denominazione "Tabina" si trova traccia per la prima volta in un documento del 994. Tabina deriva da "piccola tappa", tappa che si riferisce alla sosta che l'imperatore francese Napoleone Bonaparte fece nel corso di una delle sue numerose campagne di conquista in Italia. Ad oggi rimane testimonianza di quel passaggio nell'albergo-ristorante che ospitò l'imperatore, recentemente ristrutturato in stile napoleonico, dopo che un incendio lo distrusse nel 1987.

## Amministrazione

### Sindaci dal 1946
| Nominativo                                           | Nominativo                                        | Partito / Coalizione                              | Periodo                                           | Elezione                                          |
| Sindaci eletti dal Consiglio comunale (1946-1995)    | Sindaci eletti dal Consiglio comunale (1946-1995) | Sindaci eletti dal Consiglio comunale (1946-1995) | Sindaci eletti dal Consiglio comunale (1946-1995) | Sindaci eletti dal Consiglio comunale (1946-1995) |
| ---------------------------------------------------- | ------------------------------------------------- | ------------------------------------------------- | ------------------------------------------------- | ------------------------------------------------- |
|                                                      | Giovanni Pasuto                                   | Democrazia Cristiana                              | 1946                                              | 1946                                              |
|                                                      | Napoleone Zampieri                                | Democrazia Cristiana                              | 1946-1949                                         | (1946)                                            |
|                                                      | Virginio Zordan                                   | Democrazia Cristiana                              | 1949-1951                                         | (1946)                                            |
|                                                      | Giovanni Dal Corso                                | Democrazia Cristiana                              | 1951-1956                                         | 1951                                              |
|                                                      | Mirco Marzaro                                     | Democrazia Cristiana                              | 1956-1975                                         | 1956                                              |
| 1960                                                 | Mirco Marzaro                                     | Democrazia Cristiana                              | 1956-1975                                         |                                                   |
| 1964                                                 | Mirco Marzaro                                     | Democrazia Cristiana                              | 1956-1975                                         |                                                   |
| 1970                                                 | Mirco Marzaro                                     | Democrazia Cristiana                              | 1956-1975                                         |                                                   |
|                                                      | Romeo Saccon                                      | Democrazia Cristiana                              | 1975-1980                                         | 1975                                              |
|                                                      | Paolo Bertoldo                                    | Democrazia Cristiana                              | 1980-1985                                         | 1980                                              |
|                                                      | Giuseppe Masetto                                  | Democrazia Cristiana                              | 1985-1990                                         | 1985                                              |
|                                                      | Paolo Dalle Fratte                                | Democrazia Cristiana                              | 1990-1995                                         | 1990                                              |
| Sindaci eletti direttamente dai cittadini (dal 1995) |                                                   |                                                   |                                                   |                                                   |
|                                                      | Paolo Dalle Fratte                                | Centro-destra                                     | 1995-2001                                         | 1995                                              |
| 1999                                                 | Paolo Dalle Fratte                                | Centro-destra                                     | 1995-2001                                         |                                                   |
|                                                      | Nicola Fragomeni (Vicesindaco f.f.)               | Centro-destra                                     | 2001-2002                                         | (1999)                                            |
|                                                      | Ugo Zamengo                                       | Centro-destra (2002-03)                           | 2002-2007                                         | 2002                                              |
|                                                      | Ugo Zamengo                                       | Grande coalizione (2003-07)                       | 2002-2007                                         | 2002                                              |
|                                                      | Piera Bumma (Commiss. prefettizio)                | -                                                 | 2007                                              | -                                                 |
|                                                      | Paolo Bertoldo                                    | Centro-destra                                     | 2007-2012                                         | 2007                                              |
|                                                      | Nicola Fragomeni                                  | Centro-destra                                     | 2012-2022                                         | 2012                                              |
| 2017                                                 | Nicola Fragomeni                                  | Centro-destra                                     | 2012-2022                                         |                                                   |
|                                                      | Natascia Rocchi                                   | Centro-destra                                     | 2022-2024                                         | 2022                                              |
|                                                      | Paola De Palma (Commiss. prefettizio)             | -                                                 | 2024-2025                                         | -                                                 |
|                                                      | Alessandro Arpi                                   | Destra                                            | 2025-in carica                                    | 2025                                              |

### Gemellaggi
- Lesina, dal 2009

## Sport
Dal 1993 è attiva sul territorio l'associazione sportiva dilettantistica Jolly Basket, che raggiunse il suo culmine con il campionato nazionale di serie C2 nel 2007-2008. 
Nel settore pallavolo è presente la Società G.S. che opera dal 2007.